# 特胺灵
特胺灵是一种含氮有机化合物，化学式C14H21N3O3，属于氨基甲酸酯类除草剂，还带有苯脲基团。